# Metaphidippus
Genre
Metaphidippus est un genre d'araignées aranéomorphes de la famille des Salticidae.

## Distribution
Les espèces de ce genre se rencontrent en Amérique.

## Liste des espèces
Selon World Spider Catalog (version 18.5, 23/09/2017) :
- Metaphidippus albopilosus (Peckham & Peckham, 1901)
- Metaphidippus annectans (Chamberlin, 1929)
- Metaphidippus apicalis F. O. Pickard-Cambridge, 1901
- Metaphidippus bicavatus F. O. Pickard-Cambridge, 1901
- Metaphidippus bisignatus Mello-Leitão, 1945
- Metaphidippus bispinosus F. O. Pickard-Cambridge, 1901
- Metaphidippus carmenensis (Chamberlin, 1924)
- Metaphidippus chalcedon (C. L. Koch, 1846)
- Metaphidippus chera (Chamberlin, 1924)
- Metaphidippus coccinelloides Mello-Leitão, 1947
- Metaphidippus comptus (Banks, 1909)
- Metaphidippus crassidens (Kraus, 1955)
- Metaphidippus cupreus F. O. Pickard-Cambridge, 1901
- Metaphidippus cuprinus (Taczanowski, 1878)
- Metaphidippus diplacis (Chamberlin, 1924)
- Metaphidippus dubitabilis (Peckham & Peckham, 1896)
- Metaphidippus emmiltus Maddison, 1996
- Metaphidippus facetus Chickering, 1946
- Metaphidippus fastosus Chickering, 1946
- Metaphidippus fimbriatus (F. O. Pickard-Cambridge, 1901)
- Metaphidippus fortunatus (Peckham & Peckham, 1901)
- Metaphidippus globosus F. O. Pickard-Cambridge, 1901
- Metaphidippus gratus Bryant, 1948
- Metaphidippus inflatus F. O. Pickard-Cambridge, 1901
- Metaphidippus iridescens F. O. Pickard-Cambridge, 1901
- Metaphidippus iviei (Roewer, 1951)
- Metaphidippus laetabilis (Peckham & Peckham, 1896)
- Metaphidippus laetificus Chickering, 1946
- Metaphidippus lanceolatus F. O. Pickard-Cambridge, 1901
- Metaphidippus longipalpus F. O. Pickard-Cambridge, 1901
- Metaphidippus mandibulatus F. O. Pickard-Cambridge, 1901
- Metaphidippus manni (Peckham & Peckham, 1901)
- Metaphidippus nigropictus F. O. Pickard-Cambridge, 1901
- Metaphidippus nitidus (Peckham & Peckham, 1896)
- Metaphidippus odiosus (Peckham & Peckham, 1901)
- Metaphidippus ovatus F. O. Pickard-Cambridge, 1901
- Metaphidippus pallens F. O. Pickard-Cambridge, 1901
- Metaphidippus perfectus (Peckham & Peckham, 1901)
- Metaphidippus pernix F. O. Pickard-Cambridge, 1901
- Metaphidippus perscitus Chickering, 1946
- Metaphidippus pluripunctatus Mello-Leitão, 1944
- Metaphidippus quadrinotatus F. O. Pickard-Cambridge, 1901
- Metaphidippus siticulosus (Peckham & Peckham, 1909)
- Metaphidippus smithi (Peckham & Peckham, 1901)
- Metaphidippus texanus (Banks, 1904)
- Metaphidippus tropicus (Peckham & Peckham, 1901)

## Publication originale
- F. O. Pickard-Cambridge, 1901 : Arachnida - Araneida and Opiliones. Biologia Centrali-Americana, Zoology. London, vol. 2, p. 193-312 (texte intégral).